# Martín Ponte
Juan Martín Ponte (Concordia, Entre Ríos, 27 de febrero de 1985), conocido generalmente como Martín Ponte, es un piloto argentino de automovilismo y periodista. Iniciado en el kart, es poseedor de una amplia trayectoria a nivel provincial, nacional e internacional. Compitió en categorías nacionales como la Fórmula Renault Argentina, el Top Race o el TC Pista. A nivel internacional, tuvo incursiones en categorías distintas categorías de monoplazas, llegando a participar en Italia y Estados Unidos, donde consigue proclamarse campeón en el año 2004. En 2010 debutó en el Turismo Carretera, donde conseguiría su primer triunfo en la última fecha del campeonato 2014. Tal victoria lo haría ingresar a la historia del TC como el miembro número 205 de la galería de pilotos ganadores de la categoría. Compitió también en Top Race V6, donde debutara en el año 2005, obteniendo importantes participaciones.
En 2018, Ponte comenzó a desempeñarse como periodista de automovilismo en los canales de televisión argentinos Fox Sports 3 y actualmente ESPN.

## Trayectoria
| Año  | Categoría                                    | Marca                |
| ---- | -------------------------------------------- | -------------------- |
| 1998 | Fórmula Entrerriana                          | Dallara-Renault      |
| 1999 | Fórmula Renault Argentina                    | Crespi-Renault       |
| 2000 | Fórmula Súper Renault                        | Ralt-Renault         |
| 2001 | Fórmula Renault Italiana                     | Tatuus-Renault       |
| 2002 | Fórmula Renault Italiana                     | Tatuus-Renault       |
| 2003 | North American Fran Am 2000 Pro Championship | Tatuus-Renault       |
| 2004 | Campeón North American Formula Renault 2000  | Tatuus-Renault       |
| 2005 | Debut en Top Race V6                         | Ford Mondeo II       |
| 2005 | Debut en Top Race V6                         | Peugeot 406          |
| 2006 | Top Race V6                                  | Volkswagen Passat B5 |
| 2007 | Top Race V6                                  | Volkswagen Passat B5 |
| 2008 | Debut en TC Pista                            | Torino Cherokee      |
| 2008 | Top Race V6                                  | Ford Mondeo II       |
| 2008 | Top Race V6                                  | Peugeot 407          |
| 2009 | TC Pista                                     | Torino Cherokee      |
| 2010 | Debut en Turismo Carretera                   | Torino Cherokee      |
| 2011 | Turismo Carretera                            | Torino Cherokee      |
| 2011 | TC Mouras, invitado                          | Chevrolet Chevy      |
| 2011 | Fórmula Entrerriana                          | Dallara-Renault      |
| 2012 | Turismo Carretera                            | Torino Cherokee      |
| 2012 | Turismo Nacional, 4 carreras                 | Chevrolet Astra      |
| 2012 | Fórmula Entrerriana                          | Dallara-Renault      |
| 2013 | Turismo Carretera                            | Torino Cherokee      |
| 2013 | Turismo Nacional, 2 carreras                 | Chevrolet Astra      |
| 2013 | TC Mouras, invitado                          | Chevrolet Chevy      |
| 2013 | Fórmula Entrerriana                          | Dallara-Renault      |
| 2014 | Turismo Carretera                            | Dodge Cherokee       |
| 2014 | TC Mouras, invitado                          | Chevrolet Chevy      |
| 2014 | Top Race V6, 4 carreras                      | Mercedes-Benz C-204  |
| 2014 | Fórmula 4 Sudamericana, 2 carreras           | Signature-Fiat       |
| 2015 | Top Race V6                                  | Ford Mondeo III      |
| 2015 | Top Race V6                                  | Volkswagen Passat CC |
| 2015 | Turismo Carretera                            | Dodge Cherokee       |
| 2016 | Turismo Carretera                            | Dodge Cherokee       |
| 2017 | Turismo Carretera                            | Dodge Cherokee       |
| 2017 | Top Race V6                                  | Mercedes-Benz C-204  |
| 2018 | Top Race V6                                  | Mercedes-Benz C-204  |
| 2018 | TC Mouras, invitado                          | Chevrolet Chevy      |
| 2018 | Invitado a los 1000 km de Bs. As. del TC     | Chevrolet Chevy      |
| 2019 | Turismo Carretera                            | Dodge Cherokee       |
| 2019 | Top Race V6, 3 carreras                      | Fiat Tipo II         |

## Controversias
En 2025 fue acusado de estafar a una familia, para la que se organizaba una colecta en beneficio a un niño de 7 años con leucemia. La madre del joven reveló que el expiloto se quedó con el dinero recaudado, el cual estaba destinado para el tratamiento de su hijo. En las redes sociales se exponen diversas pruebas al respecto. Ponte no hizo mención o dio su versión de la historia en ninguna de sus redes sociales, en las cuales no escribe desde entonces.

## Resultados

### Trayectoria en Top Race
| Temporada | Categoría   | Vehículo             | Equipo                   | Posición final   |
| --------- | ----------- | -------------------- | ------------------------ | ---------------- |
| 2005      | Top Race V6 | Ford Mondeo II       | Halcón Motorsport        | 21º (32 puntos)  |
| 2005      | Top Race V6 | Peugeot 406          | Halcón Motorsport        | 21º (32 puntos)  |
| 2006      | Top Race V6 | Volkswagen Passat B5 | Halcón Motorsport        | 18º (44 puntos)  |
| 2007      | Top Race V6 | Volkswagen Passat B5 | Halcón Motorsport        | 10º (134 puntos) |
| 2008      | Top Race V6 | Ford Mondeo II       | Halcón Motorsport        | 26º (33 puntos)  |
| 2008      | Top Race V6 | Peugeot 407          | Halcón Motorsport        | 26º (33 puntos)  |
| 2014      | Top Race V6 | Mercedes-Benz C-204  | GT Racing                | 18º (72 puntos)  |
| 2015      | Top Race V6 | Volkswagen Passat CC | ABH Sport                | 4º (172 puntos)  |
| 2015      | Top Race V6 | Ford Mondeo III      | Midas Racing Team        | 4º (172 puntos)  |
| 2015      | Top Race V6 | Volkswagen Passat CC | Midas Racing Team        | 4º (172 puntos)  |
| 2017      | Top Race V6 | Mercedes-Benz C-204  | Midas Racing Team        | 21º (8 puntos)   |
| 2018      | Top Race V6 | Mercedes-Benz C-204  | Sportteam                | 10º (52 puntos)  |
| 2019      | Top Race V6 | Fiat Tipo II         | Fiat Octanos Competición | (1 punto)        |

- [2][3]

### Turismo Competición 2000
| Año  | Equipo                   | Auto               | 1    | 2   | 3  | 4   | 5   | 6   | 7   | 8   | 9   | 10  | 11  | 12    | 13  | 14  | Res. | Puntos |
| ---- | ------------------------ | ------------------ | ---- | --- | -- | --- | --- | --- | --- | --- | --- | --- | --- | ----- | --- | --- | ---- | ------ |
| 2006 |                          |                    | BA I | OLA | CR | VIE | SFE | SJU | SRA | RES | CUR | SMM | GR  | BA II | OBE | PAR | -    | -      |
| 2006 | Italcred Fineschi Racing | Honda Civic VI     |      |     |    |     |     |     |     |     |     |     |     | Ret   |     |     | -    | -      |
| 2008 |                          |                    | PAR  | SAL | GR | SFE | SJU | RES | AG  | BA  | OBE | TRH | VIE | SMM   | PDF | PDE | -    | -      |
| 2008 | DTA Power Tools          | Chevrolet Astra II |      |     |    |     |     |     |     | Ret |     |     |     |       |     |     | -    | -      |

### Súper TC 2000
| Año  | Equipo       | Auto          | 1    | 2   | 3   | 4   | 5   | 6   | 7   | 8   | 9   | 10  | 11    | 12  | 13 | 14 | Res. | Puntos |
| ---- | ------------ | ------------- | ---- | --- | --- | --- | --- | --- | --- | --- | --- | --- | ----- | --- | -- | -- | ---- | ------ |
| 2017 |              |               | BA I | PDF | SMM | ROS | ROS | TRH | RAF | OBE | SFE | SFE | BA II | SJU | GR | AG | -    | -      |
| 2017 | Escudería FE | Peugeot 408 I |      |     |     |     |     |     |     |     |     |     | Ex.   |     |    |    | -    | -      |

## Palmarés
| Título  | Categoría                           | Automóvil      | Año  |
| ------- | ----------------------------------- | -------------- | ---- |
| Campeón | North American Fórmula Renault 2000 | Tatuus-Renault | 2004 |